# Медаль Эллиота Крессона
Медаль Эллиота Крессона (англ. Elliott Cresson Medal) вручалась за научные и технические достижения с 1875 по 1997 годы Институтом Франклина (Филадельфия, штат Пенсильвания). Была высшей наградой института. Её лауреатами были известные организации и учёные, в том числе 30 лауреатов Нобелевской премии. За время существования медали ею были награждены 268 человек.
Медаль названа в честь американского филантропа Эллиота Крессона. В 1848 году он дал Институту Франклина 1000 долларов США на создание медали. Медаль должна была вручаться «за какое-то открытие в искусстве и науках, либо за изобретение или совершенствование какой-то полезной машины, либо за какой-то новый процесс или сочетание материалов в производстве, либо за изобретательность или совершенное мастерство» (англ. for some discovery in the Arts and Sciences, or for the invention or improvement of some useful machine, or for some new process or combination of materials in manufactures, or for ingenuity skill or perfection in workmanship).
Медаль была впервые присуждена спустя 21 год после смерти Крессона.
С 1998 года вручаются Медали Бенджамина Франклина — набор из медалей за достижения в разных областях.

## Лауреаты
- 1875: W. G. A. Bonwill[англ.], Fiss, Banes, Erben & Co., Powers & Weightman[англ.], W. P. Tatham, Тилман, Бенджамин Чу, Joseph Zentmayer
- 1877: John Charlton, P. H. Dudley
- 1878: Henry Bower, Cyrus Chambers, Williams Farr Goodwin
- 1879: Norbert Delandtsheer
- 1880: L. H. Spellier
- 1881: W. Woodnut Griscom
- 1885: Cyprien Chabot, Frederick Siemens
- 1886: Patrick Bernard Delany, Лоу, Тадеуш, Ott & Brewer, Pratt & Whitney Measurement Systems, R. H. Ramsay, Liberty Walkup
- 1887: Charles F. Albert, Hugo Bilgram, Alfred H. Cowles, Eugene H. Cowles, Thomas Shaw
- 1889: Мергенталер, Отмар, T. Hart Robertson, George Frederick Simonds, Каупер, Эдуард Альфред
- 1890: J. B. Hammond, Холлерит, Герман, Mayer Hayes & Co.
- 1891: Stockton Bates, James H. Bevington, Bradley Allen Fiske, Tinius Olsen, Edwin F. Shaw, Сэмюэл Мэтьюс Воклен, George M. Von Culin
- 1892: Philip H. Holmes, Henry M. Howe
- 1893: Clifford H. Batchellor, Frederic Eugene Ives, George E. Marks, Янко, Пауль фон
- 1894: Тесла, Никола
- 1895: Henry M. Howe, James Peckover, Lester Pelton
- 1896: Patrick Bernard Delany, Tolbert Lanston
- 1897: Hamilton Young Castner, Elisha Gray, Charles Francis Jenkins,  Рентген, Вильгельм Конрад, Joseph Wilckes
- 1898: Wilbur Olin Atwater, Edward Bennett Rosa, Thomas Corscaden, Clemens Hirschel,  Муассан, Анри
- 1900: American Cotton Company, Louis Edward Levy, Pencoyd Iron Works, Геологическая служба США, Ауэр фон Вельсбах, Карл
- 1901: Дизель, Рудольф, John S. Forbes, A. G. Waterhouse, L. M. Haupt, Mason & Hamlin Company
- 1902: C. E. Acker, Тейлор, Фредерик Уинслоу, Maunsel White III
- 1903: G. H. Clam, J. L. Ferrell, Wilson Lindsley Gill, Гольдшмидт, Виктор Мордехай, Спрейг, Фрэнк Джулиан
- 1904: James Mapes Dodge, Wilson Lindsley Gill, Hans Goldschmidt (химик), L. E. Levy, L. D. Lovekin, A. E. Outerbridge Jr., J. C. Parker
- 1905: Elisha Gray, Пупин, Михаил
- 1906: American Paper Bottle, William Joseph Hammer
- 1907: Baldwin Locomotive Works, J. L. Borsch, J. Allen Heany, F. Philips, Edwin R. Taylor
- 1908: Romeyn Beck Hough, Малле, Анатоль
- 1909:  Склодовская-Кюри, Мария и  Кюри, Пьер, Wolfgang Gaede, James Gayley, Братья Люмьер, Georges Owen Squier, Benjamin Talbot, W. V. Turner Luftdruck-Bremse, Underwood Typewriter Company, Alexis Vernasz, H. A. Wise Wood
- 1910: Automatic Electric Company, John Brashear, Peter Cooper-Hewitt, John Fritz, Хедфилд, Роберт Аббот,  Резерфорд, Эрнест,  Томсон, Джозеф Джон, Вестон, Эдвард, Harvey Washington Wiley
- 1912: Белл, Александр Грейам, Крукс, Уильям, Alfred Noble, Морли, Эдвард Уильямс,  Майкельсон, Альберт Абрахам, Роско, Генри Энфилд, Samuel Wesley Stratton, Томсон, Элиу,  Байер, Адольф
- 1913: Берлинер, Эмиль,  Фишер, Герман Эмиль,  Рамзай, Уильям, Isham Randolph,  Стретт, Джон Уильям (лорд Рэлей), Albert Sauveur, Штейнмец, Чарлз Протеус
- 1914: Josef Maria von Eder, Линде, Карл фон, Эдгар Фахс Смит[англ.], Орвилл Райт
- 1915: Michael Joseph Owens
- 1916: American Telephone & Telegraph, Byron E. Eldred, Robert Gans
- 1917: Edwin Fitch Northrup
- 1918: Льюис, Исаак Ньютон
- 1920: William Le Roy Emmet
- 1923: Форест, Ли де, Raymond D. Johnson, Albert Kingsbury
- 1925: Francis Hodgkinson
- 1926: Хейл, Джордж Эллери, Charles S. Hastings
- 1927: Миллер, Дейтон Кларенс, Edward Leamington Nichols
- 1928: Gustaf W. Elmen, Форд, Генри, Владимир Карапетов, Charles Lawrance
- 1929: James Irvine[англ.], Chevalier Jackson, Сперри, Элмер
- 1930: Norman Rothwell Gibson, Irving Edwin Moultrop
- 1931:  Дэвиссон, Клинтон Джозеф, Джермер, Лестер Хэлберт, Хонда, Котаро, Theodore Lyman
- 1932:  Бриджмен, Перси Уильямс, Charles Legeyt Fortescue, John B. Whitehead
- 1933: Бауэрсфельд, Вальтер, Сьерва, Хуан де ла
- 1934: Stuart Ballantine, Union Switch & Signal
- 1936: George O. Curme, Jr., Грааф, Роберт Ван де
- 1937:  Андерсон, Карл Дейвид, Боуи, Уильям, Jacques E. Brandenberger,  Джиок, Уильям Фрэнсис,  Лоуренс, Эрнест Орландо
- 1938: Лэнд, Эдвин Герберт
- 1939: Бойз, Чарлз Вернон, George Ashley Campbell, John Renshaw Carson
- 1940: Frederick M. Backet, Robert R. Williams
- 1941: Военно-морские силы США
- 1942: Claude Hudson,  Раби, Исидор Айзек
- 1943: Charles Metcalf Allen
- 1944: Адамс, Роджер
- 1945: Stanford Caldwell Hooper, Lewis Ferry Moody
- 1946: Gladeon M. Barnes
- 1948: Колпитц, Эдвин Генри
- 1950: Basil Schonland
- 1952: Edward C. Molina, H. Birchard Taylor
- 1953: William Blum, George R. Harrison, William Frederick Meggers
- 1955: Фрэнк Филип Боуден
- 1957:  Уиллард Либби, Reginald James Seymour Pigott, Роберт Уотсон-Уотт
- 1958: Joseph C. Patrick, Степан Прокофьевич Тимошенко
- 1959: John Hays Hammond, Henry Charles Harrison, Irving Wolff
- 1960: Hugh Latimer Dryden, Arpad Ludwig Nadai, William Francis Gray Swann
- 1961:  Глазер, Дональд Артур,  Мёссбауэр, Рудольф Людвиг, Reinhold Rudenberg, Ван Аллен, Джеймс
- 1962: James Gilbert Baker, Браун, Вернер фон
- 1963: Кристофилос, Николас, Ребер, Гроут
- 1964: Waldo Semon, Richard V. Southwell, Уилсон, Роберт Ратбун
- 1965: Ван Слайк, Дональд Декстер
- 1966: Everitt P. Blizard, Марк, Герман Фрэнсис
- 1968: Бартлетт, Нил
- 1969: Генри Эйринг, Петер Карл Голдмарк
- 1970: Walter Zinn
- 1971:  Флори, Пол Джон,  Ван Флек, Джон Хазбрук
- 1972:  Джозефсон, Брайан Дэвид, Лир, Уильям
- 1973: Сэндидж, Аллан Рекс, John Stapp
- 1974: Theodore L. Cairns, Дикке, Роберт, Хаген-Смит, Арье Жан, Росси, Бруно
- 1975: Милдред Кон, Джеймс Лайтхилл
- 1976:  Ледерман, Леон Макс
- 1978:  Браун, Герберт Чарлз, Frank Stillinger
- 1979:  Вайнберг, Стивен
- 1980:  Джаккони, Риккардо
- 1981: Хабберт, Мэрион Кинг
- 1982: Harold P. Eubank, Edgar Bright Wilson
- 1984: Elizabeth F. Neufeld
- 1985: Robert N. Clayton,  Сахаров, Андрей Дмитриевич
- 1986: Каданов, Лео
- 1987:  Бинниг, Герд Карл,  Рорер, Генрих
- 1988: Harry George Drickamer
- 1989: Лоренц, Эдвард Нортон
- 1990: Marlan Scully
- 1991: Ааронов, Якир, Бом, Дэвид
- 1992: Lap-Chee Tsui
- 1995: Marvin H. Caruthers, Чо, Альфред
- 1997: Irwin Fridovich, Joe M. McCord